# Verner törvénye
Verner törvénye azt az ógermán nyelvben végbement hangváltozást írja le, melynek során az f, þ, s és x zöngétlen réshangok, ha közvetlenül a szó egy hangsúlytalan szótagja után álltak, zöngésültek és rendre b-vé, d-vé, z-vé és g-vé váltak. A szabályszerűséget Karl Verner dán nyelvész fedezte fel 1875-ben.

## A probléma
Amikor Grimm törvényét felfedezték, egy különös szabálytalanság mutatkozott a működésében. Az indoeurópai alapnyelv p, t és k zöngétlen zárhangjai az ógermánban f-re, þ-re (fogréshangok) és x-re (torokhang) változtak Grimm törvénye szerint, illetve ez volt a szokásos fejlődésmenet. Számos szónak azonban, amelyeknek latin, görög, szanszkrit, balti, szláv, stb. megfelelői alapján bizonyos volt, hogy az alapnyelvi szó p, t vagy k hangot tartalmazott, germán megfelelői b, đ vagy g zöngés zárhangokat mutattak.
Eleinte a rendhagyóságok nem okoztak a tudósoknak álmatlan éjszakákat, hiszen számtalan példa volt a szabályos hangmegfelelésekre. Később azonban a nyelvészek mégis mindinkább szükségét érezték egy olyan általános és kivételt nem ismerő szabály leírásának, amely magyarázatul szolgál minden (vagy a lehető legtöbb) szó alakváltozására, nem csak azok egy könnyen kezelhető részhalmazára.
Klasszikus példa az alapnyelvi t > ógermán d változásra az apa jelentésű szóé: az alapnyelvi *ph₂tēr (h₂ gégefőhang, az ékezet a magánhangzó hosszát jelzi) az ógermánban *fađēr lett (holland vader, német Vater, a v kiejtése mindkét nyelvben f) a várható *faþēr helyett (az angol father szó th fogréshangja későbbi fejlemény). Furcsa módon a szerkezetileg hasonló *bʰreh₂tēr (fiútestvér) szó a Grimm-törvénynek megfelelően módosult és az ógermánban *brōþēr (német Bruder, angol brother) lett. Még különösebb, hogy egyszer a þ, máskor a đ hangot találjuk az alapnyelvi t fejleményeként ugyanannak a szótőnek különböző alakjaiban, például *werþ- (fordul) múlt időben *warþ (fordult), de a múlt idő többes száma és a múlt idejű melléknévi igenév töve *wurđ-.

## A megoldás
Karl Verner volt az első tudós, aki rátapintott a két különböző végeredmény megoszlását meghatározó tényezőre. Megfigyelte, hogy a zöngétlen zárhangok látszólag váratlan zöngésedése akkor fordult elő, ha nem szóeleji helyzetben álltak és ha az előttük álló magánhangzó hangsúlytalan volt az indoeurópai alapnyelvben. A hangsúly eredeti helye gyakran megőrződött a görögben és a korai szanszkritban, míg a germán hangsúly a szavak első (tő)szótagján rögzült. A döntő különbség a *ph₂tēr és a *bʰreh₂tēr között tehát az, hogy az előbbiben a második, az utóbbiban az első szótag volt hangsúlyos (vö. szanszkrit pitā́ és bhrā́tā).
Hasonló a magyarázat a *werþ- és *wurđ- különbségére, az első esetben a szótőn volt a hangsúly, a második esetben a ragozás során a toldalékra került, a tő így hangsúlytalanná vált. Vannak más hasonló váltakozások is, például a modern németben a ziehen / (ge)zogen (húz) < ógermán *tiux- | *tug- < indoeurópai *déuk- | *duk´- (vezet).
Verner törvényének van egy mellékkövetkezménye. A szabály szerint a fentiekhez hasonlóan hangsúlytalan szótag után az alapnyelvi s-ből az ógermánban z lett. Ez a z később a skandináv és a nyugati germán nyelvekben (német, holland, angol, fríz) r-ré vált, így Verner törvénye most néhány ragozási paradigmában s / r váltakozást eredményezett: ezt nevezik német kifejezéssel grammatischer Wechselnek. Például az óangol ceosan (választ) szó múlt idejű többes száma curon, múlt idejű melléknévi igeneve (ge)coren volt < ógermán *kius- | *kuz- < indoeurópai *ǵéus- | *ǵus- (ízlel, próbál). A modern angolban is coren lenne chosen helyett, ha a particupium nem hasonult volna a choose és chose alakok analógiájára (vö. régies német kiesen / gekoren; választ). Nem hasonult viszont az r olyan angol szavakban, mint a were (volt, többes szám) < ógermán *wēz-, ugyanebből a tőből jön a was (volt, egyes szám). A lose (elveszít) szónak a lost particípium mellett van egy másik összetett múlt idejű alakja is: forlorn (vö. holland verliezen / verloren); másrészről a németben az s hasonult az r-hez a war (volt, többes száma: waren) és a verlieren (elveszít, particípiuma: verloren) szavakban.

## Kormeghatározás
Vitán felül áll, hogy Verner törvénye időrendileg megelőzte a germán hangsúly szókezdő szótagra való eltolódását, hiszen a zöngésülés csak addig mehetett végbe, amíg a hangsúly a régi helyén volt. A hangsúlyeltolódás felszámolta a nyelvi változást előhívó környezetet és a zöngétlen és zöngés réshangok váltakozását látszólag sejtelmesen rendszertelenné tette. Nemrég még úgy tartották, hogy Verner törvénye Grimm törvénye után volt produktív. Mára kimutatták, hogy ha fordított lett volna a sorrend, a végeredmény akkor is ugyanaz lett volna bizonyos feltételek teljesülése esetén.
Ma a tudósok inkább egy új teória felé hajlanak, amely a klasszikushoz képest fordított sorrendet tételez fel. Ez a fordulat messzemenő következtetésekre vezethet az ógermán nyelvet és fejlődését illetően. A német Wikipedia kapcsolódó cikke részletesen ír ezekről a kérdésekről.

## Jelentősége
Karl Verner Eine Ausnahme der ersten Lautverschiebung (Kivétel az első hangeltolódás alól) című cikkében tette közzé felfedezését 1876-ban a Kuhns Zeitschrift című nyelvészeti folyóiratban, de már 1875. május 1-jén előadta egy barátjához és mentorához, Vilhelm Thomsenhez címzett terjedelmes magánlevélben.
Az összehasonlító nyelvészek ifjú generációja, az újgrammatikusok nagy lelkesedéssel fogadták a felfedezést, mert szilárdan hitték, hogy a hangváltozásoknak kivétel nélkülieknek kell lenniük („die Ausnahmslosigkeit der Lautgesetze”).

## További olvasmányok
- Paolo Ramat: Einführung in das Germanische (Linguistische Arbeiten 95) (Tübingen, 1981)
- Jorma Koivulehto / Theo Vennemann: Der finnische Stufenwechsel und das Vernersche Gesetz. – in: Beiträge zur Geschichte der deutschen Sprache und Literatur 118, 163-182. oldal (röviden 170-174) (1996)

## Külső hivatkozás
- Winfred P. Lehmann: A Reader in Nineteenth Century Historical IE Linguistics Ch.11 "An exception to the first sound shift". A texasi egyetem austini nyelvészeti kutatóközpontjából.